# Scoparia ycarda
Scoparia ycarda là một loài bướm đêm trong họ Crambidae.